# توني فيتزباتريك (مهندس)
توني فيتزباتريك (بالإنجليزية: Tony Fitzpatrick)‏ هو مهندس بريطاني، ولد في 9 يونيو 1951 في لندن في المملكة المتحدة، وتوفي في 26 يوليو 2003 في فريسنو في الولايات المتحدة.